# Lipówka (województwo wielkopolskie)
Lipówka – wieś w Polsce położona w województwie wielkopolskim, w powiecie śremskim, w gminie Dolsk.

## Położenie
Wieś położona 6 km na wschód od Dolska przy drodze powiatowej nr 4082 z Dolska do Mchów przez Ługi.

## Historia
Miejscowość pierwotnie była związana z Wielkopolską. Istnieje co najmniej od pierwszej połowy XV wieku i ma średniowieczną metrykę. Pierwszy zachowany zapis pochodzi z łacińskiego dokumentu z 1424 gdzie odnotowano ją w staropolskiej formie „Lypowky”, 1429 „ Lipowka”, 1440 „Lippowka”, 1464 „Lypouka”, 1486 „Lypowka”, 1527 „Lypowko”, 1563 „Lipówka.
Początkowo wieś była własnością szlachecką, należącą do lokalnej wielkopolskiej szlachty z rodu Lipowskich, którzy od nazwy wsi przyjęli odmiejscowe nazwisko, a później także do Kołackich, Kębłowskich, Krzyżanowskich, Popowskich. W 1511 leżała w powiecie kościańskim województwa poznańskiego w Koronie Królestwa Polskiego. W 1580 leżała w parafii Dolsk .
Pierwszy zapis pochodzi z 1424 i odnotowuje ławników w Lipówce.  W 1429 wspomniany został Wojciech z Lipówki i Ostrowieczna. Wraz z braćmi Adamem i Janem z Ostrowieczna dokonali podziału dóbr. Wojciech otrzymał dziedzinę Lipówka oraz 1/3 części jeziora Ostrowieczno. Wspomniano go także w sporze sądowym z Mikołajem kmieciem z Lęgu koło Śremu.
W latach 1440-1464 wspomniany został Ubysław z Lipówka noszący odmiejscowe nazwisko Lipowski. W 1440 toczył on spór sądowy z Krystynem Szelejewskim właścicielem w Ostrowiecznie oraz kasztelanem krzywińskim w latach 1443-1457. W 1464 żona Ubysława Katarzyna toczyła spór sądowy z Maciejem Pogrzybowskim z Pogrzybowa w powiecie kaliskim oraz ze Stawiszynka koło Borku Wielkopolskiego (obecnie to Stawiszyn).
W 1486 Wawrzyniec Lipowski zeznał, że jest dłużny Piotrowi Góreckiemu 7 grzywien i za tę sumę zastawił mu z zastrzeżeniem prawa wykupu 3 tonie niewodowe na jeziorze Ostrowieczno oraz rzekę Samicę, która wypływa z tego jeziora i wpływa do jeziora Tursko.
W latach 1493-1501 odnotowana została Katarzyna Ostrowiecka alias Lipowska, żona Wawrzyńca Lipowskiego. W 1493 ona wraz z Anną żoną Eliasza Rokossowskiego odnotowane zostały jako posiadaczki sołectwa w Malechowie koło Dolska (obecnie to Małachowo). W 1499 Katarzyna sprzedała z zastrzeżeniem prawa wykupu Janowi Dzierżanowskiemu swemu bratu ciotecznemu 1/4 część wsi Dzierżanów w powiecie pyzdrskim za 30 grzywien. W 1501 Katarzyna Lipowska oraz Katarzyna Ostrowiecka opatka w klasztorze w Owińskach, a także Anna Rokossowska sprzedały połowę Malechowa za 156 grzywien Janowi Błociszewskiemu plebanowi w Lubiniu.
W 1510 Klemens Lipowski toczył proces sądowy z Dorotą Brześnicką, a świadkiem był szlachcic Wojciech Lipowski dziedzic Ostrowieczna, który zeznał, że przed 3 laty zmarły Maciej, brat Klemensa, służąc u Doroty kupił jeden łan sołectwa w Grodnicy. W latach 1511-1518 odnotowane zostały córki zmarłego Wawrzyńca Lipowskiego: Helena, Anna, Elżbieta, Barbara oraz Jadwiga. W 1511 w asystencji stryja Mikołaja Kołackiego,  brata ciotecznego Macieja Rokossowskiego oraz brata przyrodniego Wojciecha Dzierżanowskiego sprzedały Bartłomiejowi Kołackiemu całą wieś Lipówka za 200 grzywien. W 1511 Helenie, córce zmarłego Wawrzyńca Lipowskiego, mąż Jerzy Drogoszewski sprzedał z zastrzeżeniem prawa wykupu całą swą część dziedziczną we wsi Drogoszewo za 24 grzywien oraz zapisał Helenie Lipowskiej po 24 grzywien posagu oraz wiana na dworze i inwentarzu w Drogoszewie. W 1518 odnotowana została Jadwiga Lipowska żona Mikołaja Psarskiego.
W latach 1511-1513 odnotowany został Bartłomiej Kołacki, który w 1511 zapisał swojej żonie Dorocie, córce Świętosława Komorskiego z Komorza koło Pyzdr, po 100 grzywien posagu oraz wiana na połowach wsi Kołacin i Lipówka. W 1512 Bartłomiej Kołacki dziedzic lipowski pozwał dziedziców Brześnicy o rozgraniczenie Lipówka i Brześnicy. Odnotowano go także jako dziedzica wsi w 1513. W 1513 właścicielem drugiej części wsi był Paweł Kębłowski, który zapisał swojej żonie Małgorzacie, córce Świebora Kolnickiego, po 100 grzywien posagu oraz wiana na połowie Lipówka.
W latach 1519-1530 źródła historyczne odnotowały kolejnego dziedzica wsi Bartłomieja Krzyżanowskiego. W 1519 zapisał on żonie Helenie, córce Jana Bielawskiego z Bielaw koło Poznania, po 100 grzywien posagu oraz wiana na połowie Lipówka oraz na 2 łanach sołeckich w Lipówku. W 1527 Bartłomiej pełnił funkcję wicepodkomorzego poznańskiego. W 1528 od Wawrzyńca Strzeleckiego oraz jego żony Agnieszki kupił za 300 grzywien części w Smogorzewie, a w 1529 kolejną część od Zofii Dobczyńskiej za 200 grzywien. W 1530 tenże zapisał swojej żonie Helenie Krzyżanowskiej z domu Lipowskiej po 150 grzywien posagu oraz wiana na połowie Smogorzewa.
W latach 1578-1583 jako dziedzic we wsi odnotowany został Bartłomiej Krzyżanowski. W 1578 wraz z bratankami Maciejem i Łukaszem Krzyżanowskimi, synami zmarłego Macieja Krzyżanowskiego, dokonali podziału dóbr. Bartłomiej otrzymał wieś Lipówkę oraz trzy tonie niewodowe na jeziorze Ostrowieczno. W 1580 zapisał swojej żonie Annie Popowskiej, córce Piotra Popowskiego, po 400 złotych posagu i wiana na połowie wsi Lipówka.
W XVI wieku miejscowość notowano także w księgach podatkowych. W latach 1530-1580 miał miejsce pobór podatków we wsi. W 1530 odnotowano jeden łan. W 1563 pobrano we wsi podatki od 2 łanów, wiatraka dorocznego, jednego komornika, dwóch rzemieślników. W 1580 miał miejsce pobór od 2 łanów, dwóch zagrodników, dwóch komorników, wiatraka dorocznego oraz jednego najemnego pracownika zwanego ratajem, który obsługiwał pług .
Wieś Lipowka położona była w 1581 roku w powiecie kościańskim województwa poznańskiego w Rzeczypospolitej Obojga Narodów. Wskutek II rozbioru Polski w 1793, miejscowość przeszła pod władanie Prus i jak cała Wielkopolska znalazła się w zaborze pruskim..
W latach 1975–1998 miejscowość administracyjnie należała do województwa poznańskiego.

## Turystyka
Atrakcją Lipówki są pozostałości parku dworskiego, do których wchodzą lipy drobnolistne o obwodzie 330 i 390 cm oraz dęby szypułkowe o obwodzie 430-730 cm.

## Demografia
Liczba mieszkańców miejscowości w poszczególnych latach:
| Rok  | Ilość mieszkańców |
| ---- | ----------------- |
| 1988 | 68                |
| 2002 | 51                |
| 2009 | 48                |
| 2011 | 45                |
| 2021 | 58                |